# Бриарей

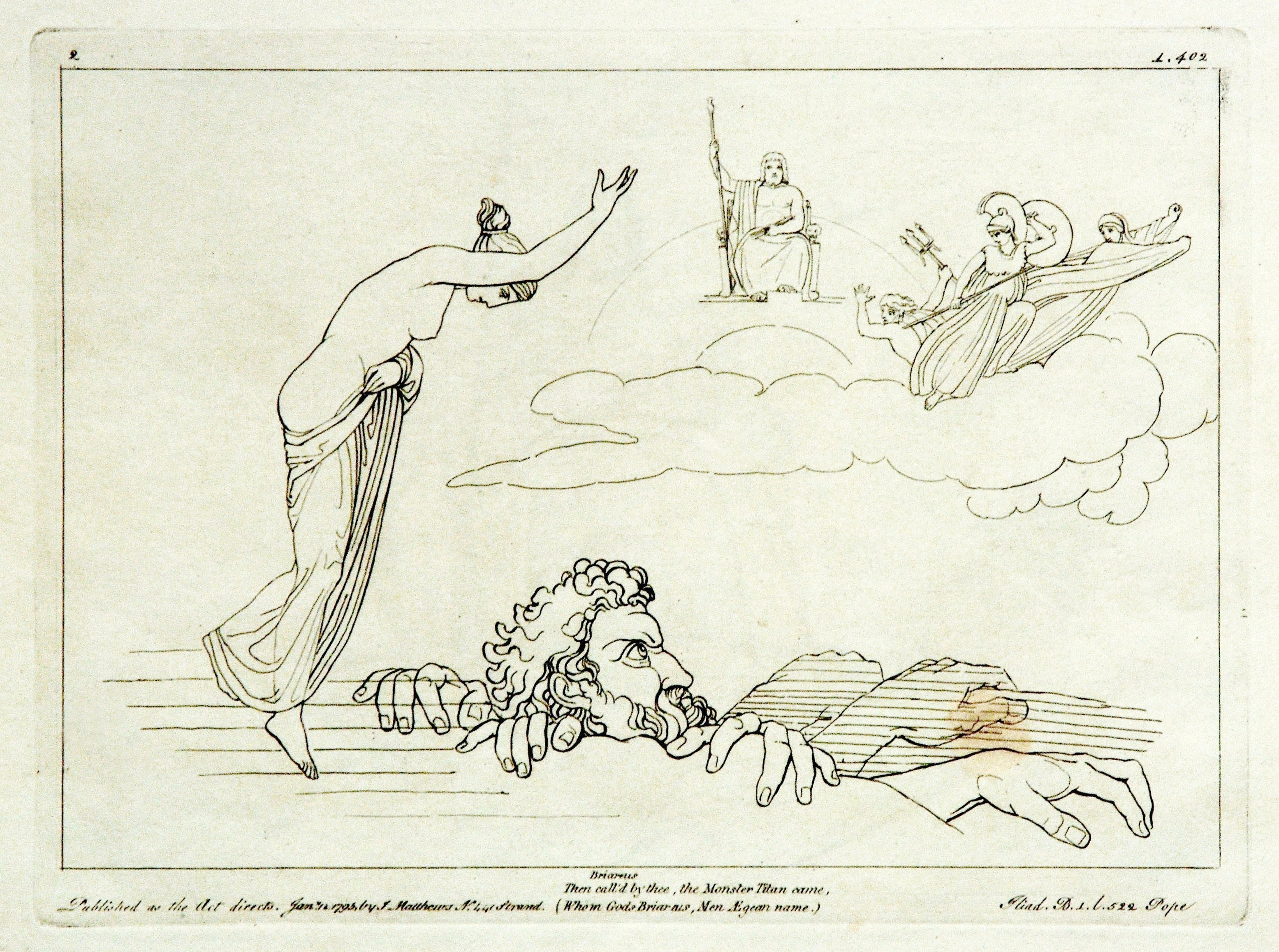

Бриарей (др.-греч. Βριάρεως, «могучий») — в древнегреческой мифологии прозвище гекатонхейра Эгеона (Αἰγαίων). Сын Урана и Геи. Известен под именем Бриарей среди богов, Эгеон у людей.
Существовал миф (вариант мифа о титаномахии), что Гея родила полубыка-полузмея, по предсказанию тот, кто смог бы совершить жертвенное сожжение потрохов быка, смог бы и одолеть богов. Бриарей, стремясь помочь Крону, убил быка секирой из адаманта, но орёл, посланный Зевсом, выхватил потроха быка и унёс на Олимп, где и была принесена жертва (за что Зевс вознес орла на небо).
Фетида призвала на Олимп Бриарея для защиты Зевса, когда последнего хотели схватить и связать Гера, Посейдон, Аполлон и Афина.
Супруг одной из дочерей Посейдона Кимополеи. По схолиям к «Илиаде» (I 404), сын Посейдона.
Был судьёй в споре Посейдона и Гелиоса за Коринф. Истм был присужден Посейдону, а вершины над городом (Акрокоринф) — Гелиосу, Гелиос же уступил их Афродите. По Аристотелю, столпы Геракла ранее назывались столпами Бриарея.
Эгеон (Айгайон) — имя Бриарея у людей. Чудовище с сотней рук и 50 головами. Сражался с Зевсом. Вергилий изображает его носящим 100 щитов, которыми он обороняется против молний Зевса, и изрыгающим пламя. Связан с китами.
В некоторых источниках говорится, что Эгеона покарали Фурии, когда тот предал Зевса и восстал против него.

## Бриарей в произведениях искусства
- В «Божественной комедии» Алигьери, Данте — один из титанов, напавший на Юпитера на Олимпе.
- «Дон Кихот» Сервантеса — упоминается в известном эпизоде с мельницами.
- Манга и её экранизации «Appleseed» Масамунэ Сиро, киборг Бриарей в броне «Гекатонхейр», один из главных персонажей.
- «Перси Джексон и лабиринт смерти»
- «Восход Эндимиона» Симмонс, Дэн — три клона Немез: Скилла, Гиес и Бриарей.
- Игра «God of War: Ascension», где Гекатонхейр Эгеон является пленником Фурий (его тело превращено в тюрьму для всех клятвопреступников) и гигантским первым боссом игры.
- В повести братьев Стругацких «Понедельник начинается в субботу» Бриарей живёт в виварии НИИЧАВО[15]

## Спутник Сатурна
Земным именем Бриарея — Эгеон — назван один из спутников Сатурна.